# Marcel Ollivier
Pour les articles homonymes, voir Ollivier.
Aron Goldenberg, dit Marcel Ollivier, né le 26 juillet 1896 à Bucarest et mort le 9 avril 1993- à Bordeaux, est un écrivain et traducteur, militant socialiste et communiste roumain.

## Biographie
Né en Roumanie en 1896,, orphelin, Aron Goldenberg arrive en France, à Paris, avant la Première Guerre mondiale. Engagé volontaire pendant la guerre, il n'obtiendra cependant jamais la nationalité française. Il se rapproche à la même époque des milieux socialistes et adhère, en 1919, après sa démobilisation, à la SFIO.
Proche de Boris Souvarine, il milite pour l'adhésion à la IIIe Internationale, qu'il défend au congrès international des étudiants socialistes de Genève, en décembre.
À partir du mois de mars 1920, il devient secrétaire de la Revue communiste, dirigée par Charles Rappoport.
Il participe cette même année au deuxième congrès de l'internationale communiste, à Moscou. Il y défend une ligne intransigeante, proche des positions des zimmerwaldiens, multipliant notamment les critiques contre les dirigeants reconstructeurs de la SFIO prêts à se rallier à l'internationale communiste, et notamment Ludovic-Oscar Frossard et Marcel Cachin.
Il quitte l'Union soviétique en décembre 1920, mais est arrêté alors qu'il traverse l'Allemagne. C'est à cette période qu'il commence à utiliser le pseudonyme de Marcel Ollivier, qu'il conservera pendant toute son activité militante.
Libéré en 1922, il retourne à Moscou avant de rejoindre Paris l'année suivante. Il se rapproche alors de l'opposition communiste, jugeant que la prétendue centralisation du Parti menée par Albert Treint cache la disparition de toute démocratie interne. Il ne rompt cependant pas avec la direction communiste internationale : il est traducteur lors des congrès de l'internationale communiste de 1922 et 1924, traduit aussi des textes publiés par l'Internationale, donne des cours à l'université des peuples d'Orient, publie un nombre important d'articles dans les Cahiers du bolchevisme.
S'il refuse de condamner Trotsky, il s'oppose cependant à la démarche de Souvarine lorsque celui-ci crée le Bulletin communiste.
De fait, à partir de 1926, il n'intervient plus dans les débats interne au mouvement communiste, se contentant de mettre ses actes en accord avec ses convictions. Ainsi, bien que résidant à Moscou, il n'adhère pas au parti communiste russe, mais conserve sa carte du PCF.
Il rentre en France vers 1929, et quitte alors le parti par antistalinisme. En 1933, il participe à la mobilisation en faveur de Victor Serge, alors détenu en URSS en raison de son opposition au stalinisme.
On le retrouve en 1936 en Espagne, engagé auprès du Parti ouvrier d'unification marxiste (POUM), publiant des articles dans le journal du parti. Proche de Kurt Landau, il échappe de peu à l'arrestation par les staliniens en 1937, et rentre ensuite en France, où il publie une traduction de l'ouvrage de Rosa Luxemburg, qui reste sa principale source d'inspiration politique, sur la révolution russe.
Après cette date, il semble s'être totalement désengagé de la vie publique.
Son Spartacus (1929), ouvrage historique mêlé d'épisodes imaginés, a inspiré le roman Spartacus d'Arthur Koestler.

## Publications

### Œuvres
- 1929 : Spartacus, préface de Henri Barbusse, Éditions de l'Épi (réédition : Spartacus, la liberté ou la mort !, Éditions Spartacus, 2001)
- 1933 : Marx et Engels, poètes, éditions Bergis (réédition : Marx et Engels, poètes romantiques, Éditions Spartacus, 2014)
- 1937 : Le Guépéou en Espagne. Les journées sanglantes de Barcelone, Éditions Spartacus (réédition 1970)
- 1974 : Un espion nommé Staline

### Traductions
- 1928 : Karl Marx, Le 18 Brumaire de Louis Bonaparte
- 1929 : Friedrich Engels, La Guerre des paysans en Allemagne
- 1935 : Rosa Luxemburg, L'Accumulation du capital
- 1937 : Rosa Luxemburg, La Révolution russe
- 1970 : Rudolf Hilferding, Le Capital financier, Les Éditions de Minuit (réédition 1979)